# Ceriodaphnia affinis
Ceriodaphnia affinis är en kräftdjursart som beskrevs av Wilhelm Lilljeborg 1900. Ceriodaphnia affinis ingår i släktet Ceriodaphnia och familjen Daphniidae. Inga underarter finns listade i Catalogue of Life.